# 有馬三恵子
有馬 三恵子（ありま みえこ、1935年〈昭和10年〉または1936年 - 2019年〈平成31年〉4月18日）は、日本の作詞家である。伊東ゆかり「小指の想い出」、南沙織「17才」、 金井克子「他人の関係」、 布施明「積木の部屋」などのヒット曲で知られる。

## 人物・来歴
本名・立石三惠子。山口県防府市出身。法政大学を卒業。1960年代後半から作詞家活動を開始する。
時期は不明であるが、同郷の出身の作曲家で当時音楽之友社『ポップス』誌編集長であった鈴木淳と結婚、鈴木を職業作曲家として確立させた1967年（昭和42年）2月10日発売のヒット曲、伊東ゆかり「小指の想い出」の作詞を手がけ、「おしどり夫婦」と紹介される。同年に鈴木とともに手がけた楽曲には、ザ・ピーナッツ「東京ブルーレイン」（同年5月発売）、いしだあゆみ「こまらせたいの」（同年8月発売）、黒木憲「夜の東京の片隅で」等がある。1969年（昭和44年）まではコンビとして共作を生み出すが、のちに離婚、鈴木は悠木圭子と再婚する。
1971年（昭和46年）、南沙織のデビュー曲「17才」の作詞を手がけ、同作は同年6月1日に発売されて54万枚のヒットを記録する。以降、南の引退する1978年（昭和53年）8月21日発売の実質的ラストシングル「Ms. (ミズ)」まで、作曲家の筒美京平と組んで多くの楽曲の歌詞を書いた。同年6月、1975年（昭和50年）4月21日発売の「想い出通り」に由来する書名を持つエッセイ『今日からが思い出通り - 愛と出逢うための30章』を発表する。筒美京平、川口真らの曲に詞を提供し、数々のヒット曲を生み出している。
CBSソニー（現在のソニー・ミュージックエンタテインメント）で南沙織を手がけるのに成功した有馬は、1974年（昭和49年）、ユニオンレコード（当時テイチク、現在のテイチクエンタテインメント傘下のレーベル）での風吹ジュンの歌手デビューに際し、デビュー曲「愛がはじまる時」以降3曲の作詞を手がける。
佐々木久子が主宰する「カープを優勝させる会」のメンバーでもあり、1975年には、広島東洋カープ応援歌「それ行けカープ 〜若き鯉たち〜」（作曲・宮崎尚志、歌唱・塩見大治郎）の歌詞を手がけた他、「ゴーゴーカープ」、「ヴィクトリー・カープ」等の作詞もしている。
1980年（昭和55年）、石野真子に「めまい」を提供、満19歳の夏を迎えた石野の大人への脱皮に貢献する。
2004年（平成16年）、英知出版が出版した短編小説集『会うたびに忘れないでといってた君がサヨナラといった--。』に、南沙織の同名の楽曲をモチーフにした小説『17才』、翌年出版の続篇『会うたびに忘れないでといってた君がサヨナラといった 2』に布施明の同名の楽曲をモチーフにした小説『積木の部屋』を発表している。
日本脚本家連盟が主宰する作詞教室の講師を務め、同連盟主宰の「作詞コンクール」の審査員を務めた。日本作詩家協会会員。
2019年（平成31年）4月18日、心筋梗塞のため死去。83歳没。

## 主な楽曲
楽曲提供先の歌手名の五十音順による主な一覧である。JASRACには2023年8月現在、749曲が登録されている。
- あいあい
  - 水芭蕉の旅（作曲：三木たかし、1978年4月1日発売、デビュー曲）
- 浅野ゆう子
  - とびだせ初恋（作曲：川口真、1974年5月25日発売、デビュー曲）
  - 恋はダン・ダン（作曲：川口真、1974年8月25日発売）
  - ひとりぽっちの季節（作曲：川口真、1974年12月発売）
  - 彼（1975年3月発売）
- いしだあゆみ
  - こまらせたいの（作曲：鈴木淳、1967年8月発売）
  - 小雨の思い出（作曲：鈴木淳、1968年2月発売）
- 石野真子
  - めまい（作曲：川口真、1980年7月5日発売）
  - 彼が初恋（作曲：筒美京平、原曲：南沙織「ふるさとの雨」、1980年9月21日発売）
  - 思いっきりサンバ（作曲：筒美京平、1981年2月5日発売）
  - 彩りの季節（とき）（作曲：川口真、1981年4月21日発売）
- 石原裕次郎
  - 忘れるものか（作曲：鈴木淳、映画『忘れるものか』主題歌、1968年9月5日発売）
- 伊丹幸雄
  - 青い麦（作曲：加瀬邦彦、1972年4月21日発売）
  - 合言葉（作曲：加瀬邦彦、1972年7月21日発売）
  - 涙（作曲：穂口雄右、1974年5月発売）
- 伊東ゆかり
  - 小指の想い出（作曲：鈴木淳、1967年2月10日発売）
  - あの人の足音（作曲：鈴木淳、1967年9月1日発売）
  - 朝のくちづけ（作曲：鈴木淳、1968年10月10日発売）
  - わかれの詩（作曲：鈴木邦彦、1973年1月10日発売）
  - 或る手紙（作曲：鈴木邦彦、1973年5月10日発売）
  - あのひと（作曲：加瀬邦彦、1973年10月25日発売）
- 井上純一
  - 恋人ならば（作曲：鈴木邦彦、1975年8月1日発売、デビュー曲）
- 岩下志麻
  - 罪のように愛して（作曲：坂田晃一、1973年発売）
- 内山田洋とクール・ファイブ
  - 港の別れ唄（作曲：内山田洋、1971年7月25日発売）
  - 海鳥の鳴く日に（作曲：森田公一、1973年9月15日発売）
- 岡崎友紀
  - ファースト・ラブ（作曲：鈴木邦彦、1972年4月25日発売）
- 岡田奈々
  - らぶ・すてっぷ・じゃんぷ（作曲：森田公一、1977年7月10日発売）
  - 求愛専科（作曲：森田公一、1977年9月25日発売）
- 小川知子
  - 恋のときめき（作曲：鈴木淳、1968年5月10日発売）
  - 初恋のひと（作曲：鈴木淳、1969年1月21日発売）
- 尾崎紀世彦
  - 愛をこめて（作曲：川口真、1973年3月5日発売）
  - ブラザー・サン、シスター・ムーン（訳詞、作詞・作曲：D.Leitch、1974年発売）
- 片平なぎさ
  - 陽だまりの恋（作曲：三木たかし、1976年2月5日発売）
- 金井克子
  - 他人の関係（作曲：川口真、1973年3月21日発売）
  - 人間模様（作曲：川口真、同年9月1日発売）
  - 波止場エレジー（作曲：川口真、1974年2月21日発売）
  - まがり角の女（作曲：川口真、1974年7月発売）
  - 三角関係（作曲：川口真、1975年1月発売）
- グラスロード
  - 君は今青春（テレビ映画『泣くな青春』主題歌、作曲：葵まさひこ、1972年発売）
- 黒木憲
  - 夜の東京の片隅で（作曲：鈴木淳、1967年発売）
  - 別れても（作曲：鈴木淳、別題「久しぶりだね」、1968年発売）
  - 君に逢いたい（作曲：鈴木淳、1969年発売）
- 黒沢明とロス・プリモス
  - 君からお行きよ（作曲：笠井幹男、1969年4月発売）
- 郷ひろみ
  - わるい誘惑（作曲：筒美京平、1974年12月21日発売）
- 西城秀樹
  - 別離の風景（作曲：鈴木邦彦、エキサイティング秀樹、1973年10月5日発売）
  - 奪いたい人（作曲：井上忠夫、エキサイティング秀樹、1973年10月5日発売）
  - 昼下がりのバラード（作・編曲：馬飼野康二、傷だらけのローラ (アルバム)、1974年9月15日発売）
- 斉藤美晴
  - へんしん!ポンポコ玉（テレビ映画『へんしん!ポンポコ玉』主題歌、1973年発売）
- 塩見大治郎
  - それ行けカープ 〜若き鯉たち〜（広島東洋カープ応援歌、1975年8月発売）
- ジミー時田
  - 遙かなる旅びと（作曲：橋場清、テレビ映画『木曽街道いそぎ旅』主題歌、1973年発売）
- 子門真人
  - はるかな青い地底に（作曲：三沢郷、特撮『ファイヤーマン』挿入歌、1972年発売）
- 城みちる
  - 星空への誓い（作曲：すぎやまこういち、1974年8月20日発売）
- ジャッキー吉川とブルーコメッツ
  - 二人だけの天地（作曲：鈴木邦彦、1975年5月発売）
- 高田恭子
  - 今日の雨（作曲：中村泰士、1970年10月20日発売）
- 竹内まりや
  - ムーンライト・ホールド・ミー・タイト（作曲杉真理、1stアルバム『BEGINNING』所収、1978年11月25日発売）
- 鶴岡雅義と東京ロマンチカ
  - 恋はここまで（作曲：鶴岡雅義、1970年7月10日発売）
  - 雨のおもかげ(作曲：鶴岡雅義、1970年)
- 富田智子
  - 美人はいかが?（テレビ映画『美人はいかが?』主題歌、1971年発売）
- 永井秀和
  - 恋人と呼んでみたい（作曲：寺岡眞三、1967年）
  - 僕の恋人
- 仲雅美
  - だから愛して（作曲：彩木雅夫、1970年12月発売）
- 渚ゆう子
  - かえり道（作曲：井上忠夫、1970年発売）
- 西玲子
  - 白い季節（作曲：坂田晃一、1974年9月発売）
- にしきのあきら
  - 愛があるなら年の差なんて（作曲：海老沼裕 / 浜口庫之助、1970年10月10日発売）
- 野口五郎
  - 季節風（作曲：筒美京平、1977年7月21日発売）
- ザ・バーズ
  - 危険ないいわけ（作曲：鈴木邦彦、1971年5月5日発売）
- 林寛子
  - 白い窓辺（作曲：森田公一、1975年1月10日発売）
- ザ・ピーナッツ
  - 東京ブルーレイン（作曲：鈴木淳、1967年5月発売）
  - 愛のかたみ（作曲：鈴木淳、1968年12月発売）
- 藤村泰介
  - 僕からのメッセージ（作曲：高田弘、1970年発売）
- 布施明
  - 積木の部屋（作曲：川口真、1974年3月10日発売）
- 風吹ジュン
  - 愛がはじまる時（作曲：平尾昌晃、1974年5月1日発売、デビュー曲）
  - 涙に微笑を（作曲：平尾昌晃、1974年8月1日発売）
  - ふたりの舗道（作曲：馬飼野俊一、1974年10月25日発売）
- ブルー・シャルム
  - 抱きしめたくて（作曲：安藤邦夫、1969年1月発売）
- 南沙織
  - 17才（作曲：筒美京平、1971年6月1日発売、デビュー曲）
  - 潮風のメロディ
  - ともだち
  - 純潔
  - 哀愁のページ
  - 早春の港
  - 傷つく世代
  - 色づく街
  - ひとかけらの純情
  - バラのかげり
  - 夏の感情
  - 夜霧の街
  - 女性
  - 想い出通り（1975年4月21日発売）
  - ゆれる午後
  - Ms.（ミズ）（1978年8月21日発売）ほか
- ミミ（ミミ萩原）
  - 恋愛志願（作曲：井上忠夫、1974年6月発売）
- 宮城まり子
  - 私を呼ぶのは誰
  - めもわーる（作曲：すぎやまこういち、いずれもテレビアニメ『まんが世界昔ばなし』主題歌）
- 森進一
  - 女坂（作曲：猪俣公章、2012年4月25日発売）
  - あるがままに生きる （作曲：森進一、2015年6月24日発売）
- 森山加代子
  - 奇跡は一度もないの（作曲：葵まさひこ、1971年11月10日発売）
- 矢吹健
  - オロロンの唄（作曲：福井利雄、1971年11月発売）
- 優雅（zh:尤雅）
  - 処女航海（作曲：筒美京平、1974年3月21日発売、デビュー曲）
  - 胸さわぎ（作曲：筒美京平、1974年6月4日発売）
  - 異国の風（作曲：筒美京平、1974年10月発売）
- 由美かおる
  - 恋は1/2（作曲：すぎやまこういち、1972年発売）
- 吉沢京子
  - 最近気になること（作曲：宮川泰、1971年6月発売）

## 作品集
- 『有馬三恵子作品集 1967-2017 la vie d'une paroliere』2019年10月、CDSOL-1857/9

- 作詞を手掛けた多数の作品の中から、人気曲を厳選した3枚組CD

## ビブリオグラフィ
著作のうち国立国会図書館所蔵の一覧である。
- 『今日からが思い出通り - 愛と出逢うための30章』 : 実業之日本社、1978年6月
- 『17才』 : 『会うたびに忘れないでといってた君がサヨナラといった--。』 所収、英知出版、2004年6月 ISBN 4754220277 - 喜多條忠、山川啓介、山上路夫、松本一起、高橋研、佐藤ありす、つのだ☆ひろ、Boro、ジョニー大倉と共著
- 『積木の部屋』 : 『会うたびに忘れないでといってた君がサヨナラといった 2』 所収、英知出版、2005年11月 ISBN 4754220501 - 松本一起、山川啓介、石川あゆ子、立川俊之、ちあき哲也、小坂恭子、来生えつこ、Boroと共著

## 註
1. 1 2  “有馬三恵子さんが死去　作詞家”. 日本経済新聞社. (2019年4月21日) 2019年4月21日閲覧。
2. ↑  作曲家・鈴木淳のプロフィール、鈴木淳音楽事務所、公式ウェブサイト、2010年9月4日閲覧。
3. ↑  「ヒットした夫婦」、『主婦の友』昭和42年10月号、主婦の友社、1967年。
4. ↑  今日からが思い出通り、国立国会図書館、2010年8月28日閲覧。
5. ↑  会うたびに忘れないでといってた君がサヨナラといった--。、国立国会図書館、2010年8月28日閲覧。
6. ↑  会うたびに忘れないでといってた君がサヨナラといった 2、国立国会図書館、2010年8月28日閲覧。
7. 1 2  作詞家 講師陣紹介、日本脚本家連盟、2010年8月28日閲覧。
8. ↑  作詞家 新人賞コンクール、日本脚本家連盟、2010年8月28日閲覧。
9. ↑  作品データベース、JASRAC、2023年8月3日閲覧（同データベースへの直接リンクは禁じられている）。
10. ↑  OPAC、国立国会図書館、2010年8月28日閲覧。